# Siekholzer Schanze

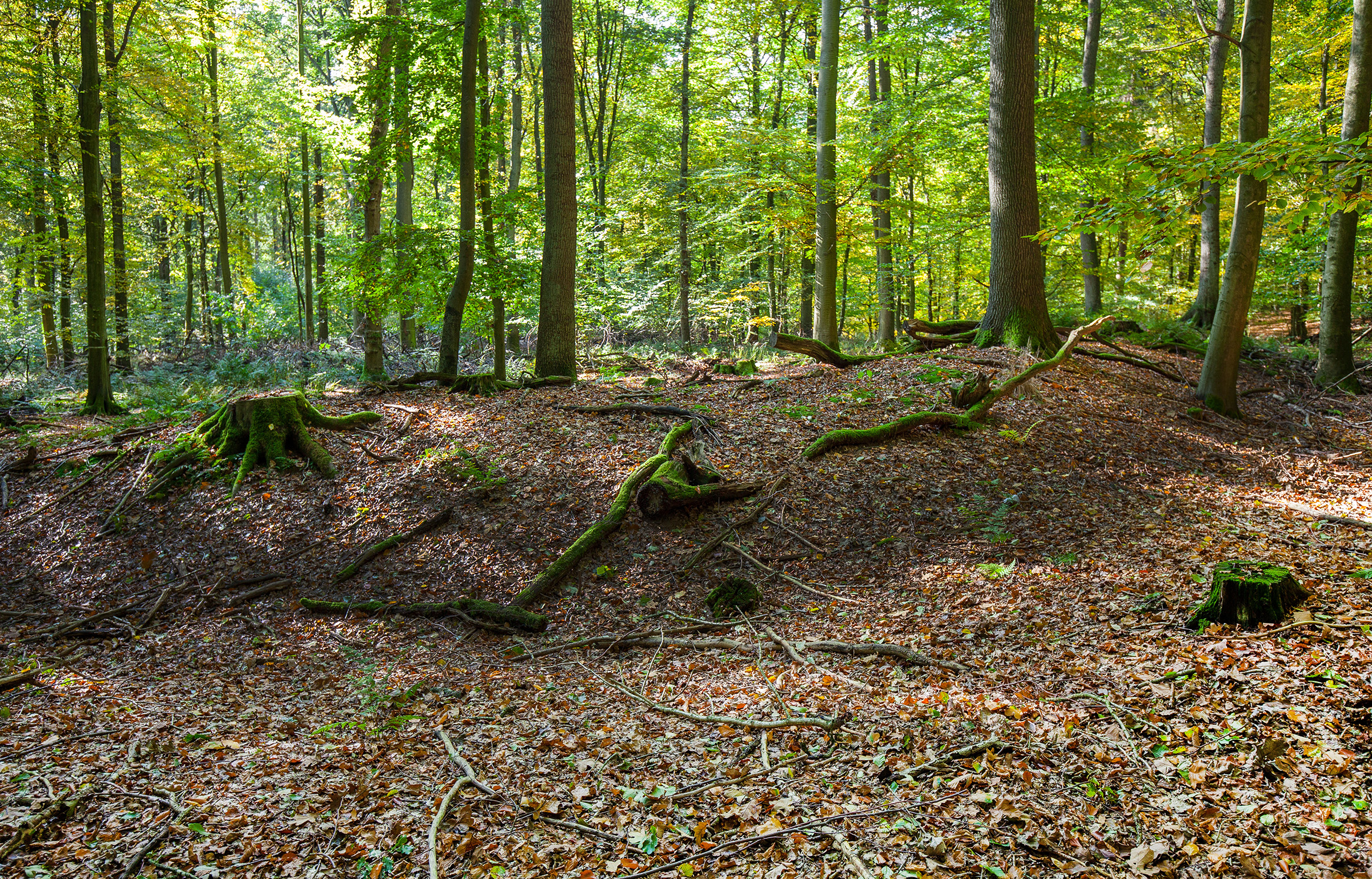
Siekholzer Schanze

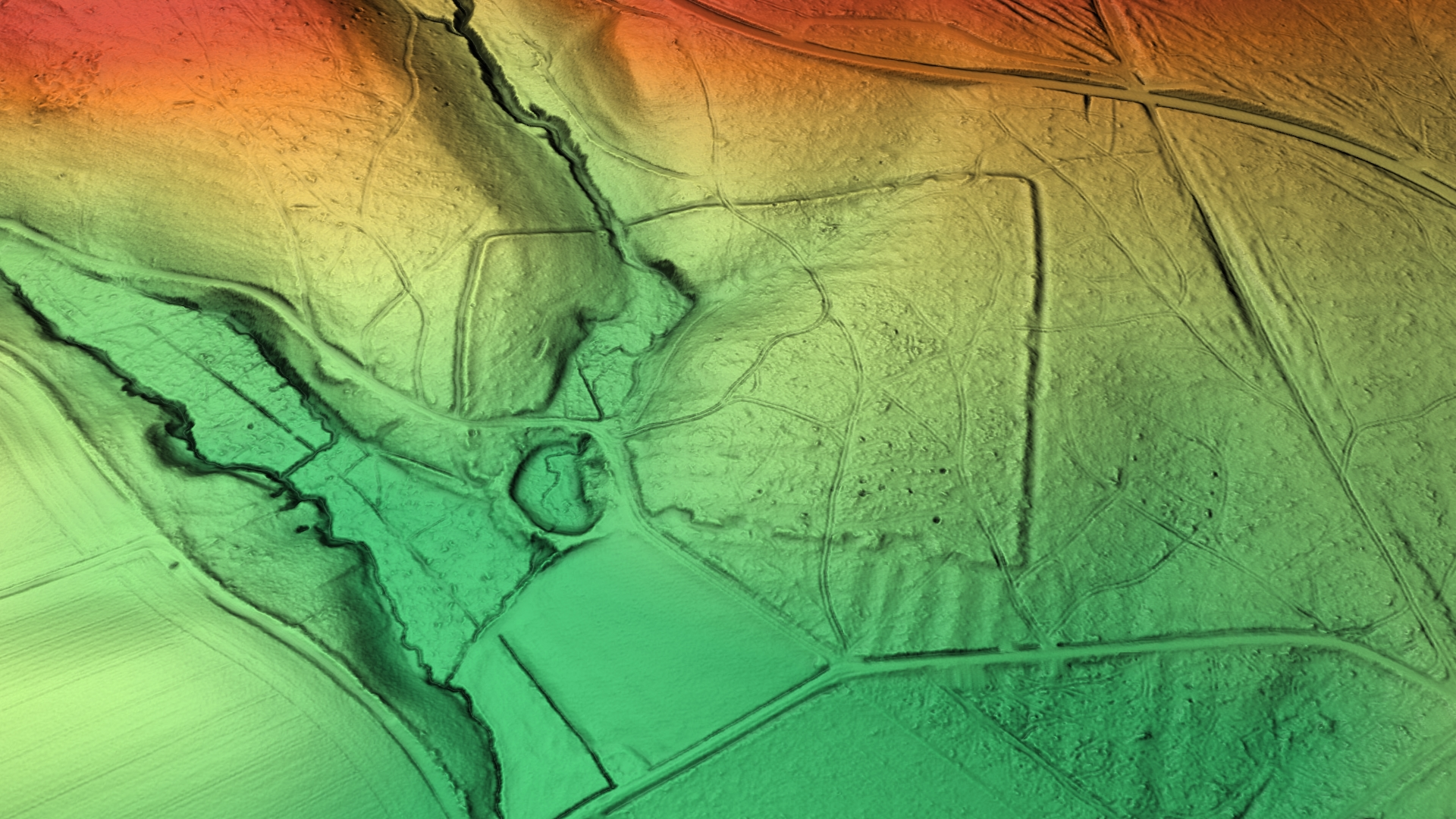
3D-Ansicht des digitalen Geländemodells

Die Siekholzer Schanze (oder auch „Schanze in Siekholz“) liegt bei 135 bis 155 Meter über NN Höhe im Waldstück „Siekholz“, nördlich des Ortsteiles Schieder der Stadt Schieder-Schwalenberg im nordrhein-westfälischen Kreis Lippe. Die als Bodendenkmal erfasste Anlage ist heute noch als schwacher Erdwall mit vorgelagertem Graben größtenteils erhalten.
Die viereckige, trapezförmige Wallanlage umschließt eine etwa fünf Hektar große Fläche. Im westlichen Teil wird die Anlage von einem Bach durchflossen, der vermutlich schon beim Bau der Anlage zu mehreren Teichen angestaut wurde.

## Geschichte

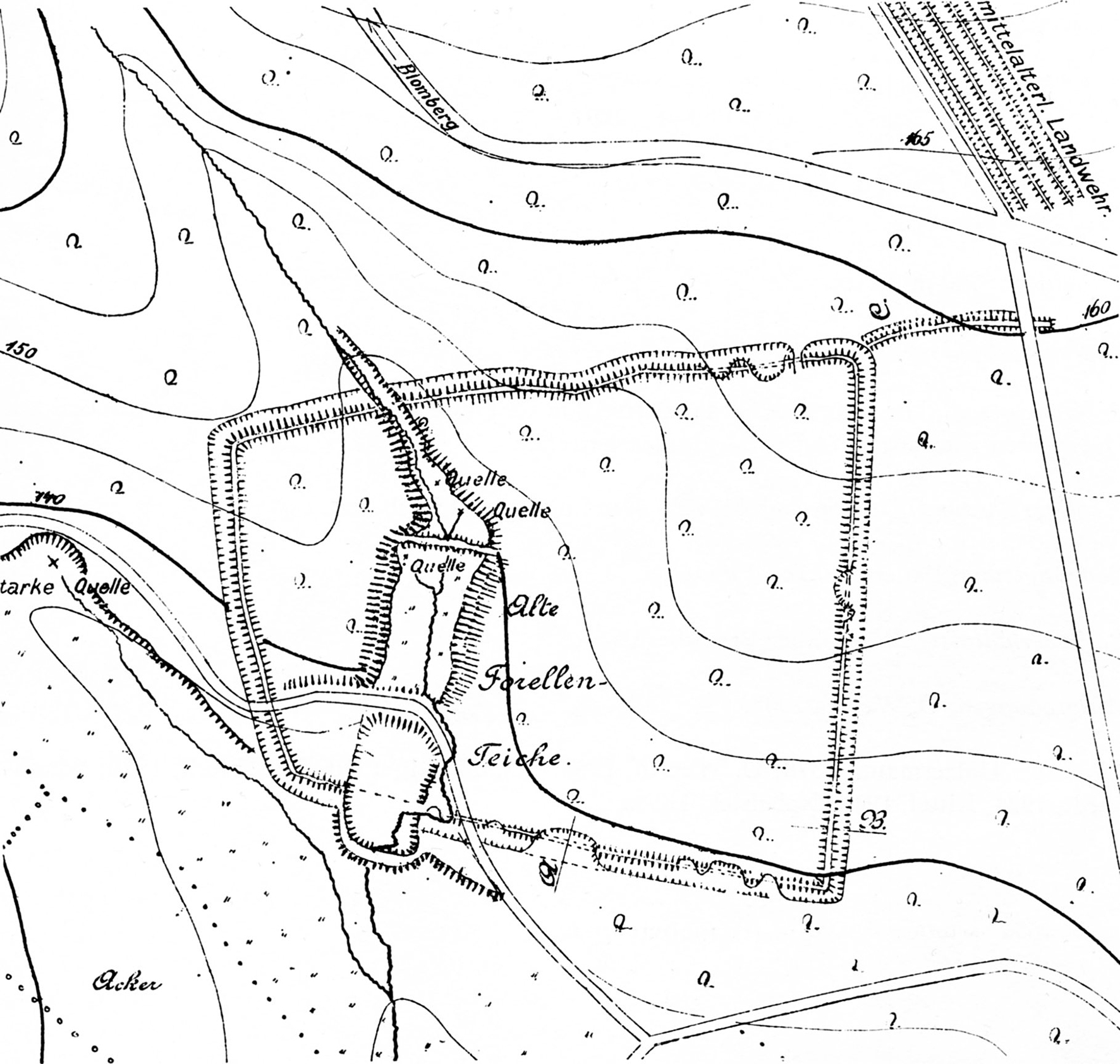
Siekholzer Schanze, Lageplan von 1916

Die Siekholzer Schanze wurde erstmals 1878 von Ludwig Hölzermann beschrieben, der die Anlage für ein Römerlager hielt. Eine archäologische Ausgrabung in der Anlage wurde im Jahr 1899 von Carl Schuchhardt durchgeführt. Schuchhardt sah in der Anlage eine „curtis“ (befestigter Wirtschaftshof) aus karolingischer Zeit. Eine eindeutige Altersbestimmung konnte aufgrund der Ausgrabung nicht festgestellt werden. Auch der Verteidigungscharakter der Anlage konnte nicht nachgewiesen werden. Friedrich Hohenschwert, der ehemalige Leiter des Lippischen Landesmuseums, hält es für wahrscheinlich, dass die Siekholzer Schanze eine Hofeinfriedung aus dem Mittelalter ist.